# Сланцева промисловість

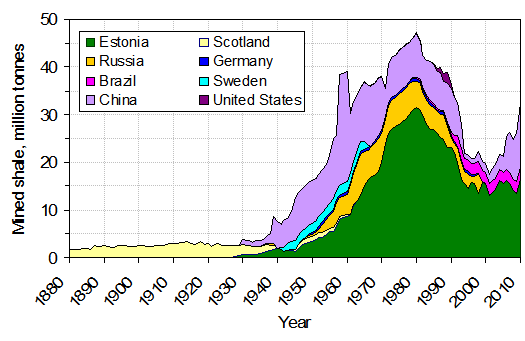
Переробка горючих сланців (млн. метр. тонн), 1880–2010 роки. Ресурс: Pierre Allix, Alan K. Burnham.

Сланцева промисловість — галузь паливної промисловості, яка здійснює видобуток, збагачення і переробку горючих сланців. Родовища горючих сланців є у Естонії, Албанії, Болгарії, Росії, Угорщині, на Кубі, в Румунії, Чехії, Сербії, а також в Австрії, Бразилії, Великій Британії, Єгипті, Іспанії, Канаді, Малі, Марокко, США, ФРН, Швеції, Україні.

## Історія
Є свідчення про використання горючого сланцю ще у стародавні часи.
Сучасне індустріальне видобування горючого сланцю розпочалося у 1837 р. в рудниках Аутум (Autun) у Франції і здійснювалося за участі Шотландії і Німеччини. Естонські сланці стали досліджувати в 1771 р., а їх промисловий видобуток почався у 1918 р.
Промислове непаливне використання горючих сланців почалося в 1694 р. в Шотландії, де була споруджена фабрика для отримання сланцевого масла. У 1832 р. у Франції була розроблена ефективна технологія отримання сланцевого освітлювального масла.
Сланцева промисловість досягла значного розвитку у ХІХ ст. у Великій Британії. Сланцева промисловість активно розвивалася до Першої світової війни (1914-18 рр.). Під час Першої світової війни промислова розробка горючих сланців почалася на території Естонії для постачання Петроградського промислового району. Значного розвитку досягла сланцева промисловість у Естонії у ХХ ст. У 1924 р. у Таллінні стала до ладу перша ТЕС, яка використовувала горючий сланець. Однак, у подальшому широко доступна нафта створювала все більші конкурентні труднощі для сланцевої промисловості. Її розвиток спостерігався лише у Естонії, Росії і Китаї. За радянських часів були організовані систематичне вивчення і розвідка запасів горючого сланцю та їх промислова розробка. У 1975 р. по видобутку сланців СРСР займав 1-е місце в світі. Поклади його на території СРСР були локалізовані у Прибалтійському сланцевому басейні (Естонське і Ленінградське родовища) і Волзькому басейні (Кашпірське і Общесиртовське родовища), запаси яких становили відповідно 75,2% і 19,7% розвіданих запасів СРСР. Видобуток горючих сланців у СРСР вівся на Естонському, Ленінградському і Капширському родовищах. Видобуток сланців у СРСР становив (тис.т): 1940 р. — 2628; 1950 — 4716; 1960 — 14147; 1970 — 24319; 1974 — 33266. Після Другої світової війни сланцевий газ використовувався в Ленінграді і містах Північної Естонії.
Світова енергетична криза 1973 року тимчасово пожвавила інтерес до горючих сланців. У 1974 р. в експлуатації в СРСР знаходилося 10 шахт і 4 розрізи. На розрізах застосовувалася безтранспортна система розкриву з використанням потужних екскаваторів. Найбільші шахти мали фабрики, що збагачували видобутий сланець мокрою відсадкою і у важких середовищах. Сланці використовувалися для енергетичних і технологічних цілей. На сланцевому паливі у кінці ХХ ст. працювали всі електростанції в Естонській РСР, ТЕЦ в м. Сланці Ленінградської області і в м. Сизрані Куйбишевської області. У Естонській РСР, Ленінградській і Куйбишевській областях діяли сланцепереробні комбінати, які виробляли паливне масло, побутовий газ, бензин, сірку, дубильні речовини, отрутохімікати, бітуми, карбамідні смоли, антисептики, барвники тощо. На базі рідких фракцій перегонки сланців було організоване виробництво бензолу, іхтіолу, толуолу, сланцевого сольвенту, лаків, клеїв, електродного коксу тощо. З сланців виробляли близько 1 млрд м³ побутового газу на рік.
Світовий видобуток горючих сланців досяг піку в 1980 році і становив 47 млн. т, з них більше 70% в Естонії (решта в Росії, Китаї, Бразилії, Австралії).

## Сучасність
У 2006 р. близько 11 млн т горючих сланців спалювалося на електростанціях, а 3 млн т використовувалося в сланцевохімічній промисловості, де вироблялося 0,3 млн т сланцевого масла. Світовий видобуток горючих сланців досяг піку в 1980 р. і дорівнював 47 млн т, з них більше 70% в Естонії (решта в Росії, Китаї, Бразилії, Австралії).
В даний час для хімічної (непаливної) переробки горючих сланців видобуваються тільки в Естонії, Росії, Бразилії, Китаї та Австралії (порядку десятків млн т).
В Україні переробку Бовтиського родовища горючих сланців спільно з Естонією передбачається почати в найближчі 5 років.
З середини 1990-х років, і активніше — уже з 2005 р. у світі спостерігається зростаючий інтерес до горючих сланців як енергетичної сировини. Станом на 2008 р. сланцева промисловість є в Бразилії, Китаї, Естонії, Німеччині, Ізраїлі та Росії. Горючі сланці є сировиною для одержання рідких палив у Естонії, Бразилії і Китаї, використовуються для енергетичної генерації в Естонії, Китаї, Ізраїлі і Німеччині, для виробництва цементу в Естонії, Німеччині і Китаї; як сировина для хімічної промисловості — в Китаї, Естонії і Росії. У 2005 р. Естонія була лідером виробництва рідких палив зі сланцю (70% світового виробництва). Йорданія та Єгипет планують використовувати горючий сланець у енергетичних цілях. Канада і Туреччина планують спалювати горючий сланець разом з вугіллям для енергетичної генерації. Горючий сланець служить головним паливом для енергетичної генерації тільки в Естонії, де Естонська ТЕС генерує 95% електроенергії використовуючи горючий сланець (2005 р.).
Сучасна сланцева індустрія включає одержання з горючих сланців синтетичного рідкого палива і масел, використання сланцю як палива для ТЕС, для виготовлення будівельних матеріалів та ін. У 2008 р. сланцева промисловість є в Бразилії, Китаї, Естонії, Німеччині, Ізраїлі та Росії.
Одержання синтетичного рідкого палива і масел. Горючі сланці є сировиною для одержання рідких палив і масел у Естонії, Бразилії і Китаї, Австралія випробувала пілотну установку, а у 2003 р. розроблена програма досліджень у США. У 2005 рр. Естонія була лідером виробництва рідких палив зі сланцю (70% світового виробництва, 4% ВВП). У 2005 р. у світі зі сланцю вироблялося 684 000 тонн синтетичного рідкого палива. У 2007 р. у цій галузі було вже два світових лідера — Естонія та Китай. Найбільша естонська копальня з видобутку горючого сланцю — Еесті Полевківі (Eesti Polevkivi). У 2008 р. естонський парламент схвалив «Національний план розвитку сланцевої промисловості» на 2008–215 рр. який передбачає щорічне видобування горючого сланцю для переробки на синтетичне паливо до 20 мільйона метричних тонн.
Енергетика. Сьогодні горючі сланці використовуються для енергетичної генерації в Естонії, Китаї, Ізраїлі і Німеччині. Йорданія та Єгипет планують використовувати горючий сланець у енергетичних цілях. Канада і Туреччина планують спалювати горючий сланець разом з вугіллям для енергетичної генерації. Разом з тим, горючий сланець служить головним паливом для енергетичної генерації тільки в Естонії, де Нарвська ТЕС генерує 95% електроенергії використовуючи горючий сланець (2005 р.). У 2008 р. у Естонії електрогенеруючі потужності сланцевих ТЕС становили 2,967 мегават, у Ізраїлі — 12,5 МВт, Китаї — 12 МВт, Німеччині — 9,9 МВт.
Інші галузі. Сланці використовують для виробництва цементу в Естонії, Німеччині і Китаї; як сировину для хімічної та будівельної промисловості — в Китаї, Естонії і Росії. Крім того, досліджується можливість використання горючого сланцю фармацевтичній промисловості. Окремі різновиди сланцю — сировина для отримання сірки, аміаку, глинозему і т. д. Сланцевий газ використовується як замісник природного газу. Крім того, з горючих сланців, що на 2/3 складаються з негорючих мінеральних речовин, виготовляються стінові блоки, пінобетон, аглопорит, перегородні плити, дренажні труби і інші будівельні деталі. Сланцева зола застосовується в сільському господарстві.